# رنگین‌کمان ماهی نواری
رنگین‌کمان‌ماهی نواری (نام علمی: Melanotaenia trifasciata)، که به نام‌های رنگین‌کمان‌ماهی گوهرین، رنگین‌کمان‌ماهی رودخانه گویدر، آفتاب‌ماهی سه‌خط یا رنگین‌کمان ماهی سلطنتی نیز شناخته می‌شود، گونه‌ای از رنگین‌کمان ماهی‌ها است که در مناطق شمالی استرالیای شمالی و کوئینزلند به وفور یافت می‌شود. یک ماهی بالغ می‌تواند تا طول ۱۲ الی ۱۵ سانتیمتر برسد. رنگ این گونه بستگی به محل زنده‌گیری آن‌ها متفاوت است، اما همه گونه‌ها دارای نوار میانی کناری تیره و باله‌های پشتی، مقعدی و دمی قرمز/زرد روشن هستند.